# Campylospermum obtusifolium
Campylospermum obtusifolium är en tvåhjärtbladig växtart som först beskrevs av Jean-Baptiste de Lamarck, och fick sitt nu gällande namn av Van Tiegh.. Campylospermum obtusifolium ingår i släktet Campylospermum och familjen Ochnaceae.

## Underarter
Arten delas in i följande underarter:
- C. o. angulatum
- C. o. breoni
- C. o. luteum
- C. o. perseifolium
- C. o. transiens